# Thumrait
Koordinaten: 17° 40′ N, 54° 2′ O
Thumrait (arabisch ثمريت, DMG Ṯumrait) ist eine Binnenstadt und ein Verwaltungsbezirk (Wilaya) im Gouvernement Dhofar im südwestlichen Oman. Nördlich der Stadt befindet sich ein großer Militärflugplatz.

## Demographie
Die Bevölkerung im Verwaltungsbezirk Thumrait wuchs lt. offiziellen Angaben in den Jahren von 2003 bis 2008 jährlich um durchschnittlich 5,6 %, wobei der CAGR des Inländeranteils um 2,2 % und der CAGR des Ausländeranteils weitaus stärker um 10,1 % anstieg. Die Zahlen im Einzelnen:
| Wilaya Thumrait   | 2010   | 2009   | 2008   | 2007   | 2006   | 2005   | 2004   | 2003   |
| ----------------- | ------ | ------ | ------ | ------ | ------ | ------ | ------ | ------ |
| Gesamtbevölkerung | 13.523 | 12.745 | 11.049 | 10.458 | 9.574  | 9.287  | 8.813  | 8.430  |
| davon Inländer    | 7.562  | 5.847  | 5.695  | 5.559  | 5.439  | 5.312  | 5.189  | 5.117  |
| davon Ausländer   | 5.961  | 6.898  | 5.354  | 4.899  | 4.135  | 3.975  | 3.624  | 3.313  |
| Ausländerquote    | 44,1 % | 54,1 % | 48,5 % | 46,8 % | 43,2 % | 42,8 % | 41,1 % | 39,3 % |